# Golf de Fontainebleau
De Golf de Fontainebleau is een van de oudste golfclubs in Frankrijk.
Fontainebleau werd in 1909 opgericht. De 18 holesbaan ligt op de voormalige keizerlijke jachtgronden bij Fontainebleau. Hij werd ontworpen door Tom Simpson en later verbeterd door Frederic George Hawtree en zijn zoon Martin. Het clubhuis werd gebouwd in cottage-stijl. De club heeft 320 leden dus er is een lange wachtlijst.
De baan heeft smalle fairways waarlangs oude bossen staan. Er zijn enkele eeuwoude beuken en veel berken en dennen. Op sommige bomen staat een bordje met de leeftijd. Zo is er een beuk uit de tijd van Henri IV (1595).
Het baanrecord van 63 staat op naam van Sébastien Branger sinds 1999.

In de Golf World van 2011 stond Fontainebleau nummer 14 van de mooiste banen van continentaal Europa.

## Toernooien

### Coupe Mouchy
Het belangrijkste toernooi op deze club is de Coupe Mouchy. Deze wordt in de huidige vorm sinds 1927 gespeeld, maar in 1924 en 1925 werd hij gespeeld als fousomes toernooi. Beide toernooien werden gewonnen door A M Vagliano en Henri de Noailles. In 1926 ging dit toernooi door als de Coupe Royal Blackheath.
De huidige Coupe Mouchy werd in 1927 opgericht door Henri de Noailles, duc de Mouchy, die lid was op Chantilly, maar ook in het bestuur zat van Fontainebleau en tevens de 2de voorzitter was van de Union des Golfs de France, voorloper van de Franse Golffederatie. 
De eerste editie werd gespeeld op de Golf de Chantilly en werd gewonnen door Marino Vagliano, die na de oorlog voorzitter werd van de Golf Mandelieu La Napoule. In 1932 verhuisde het toernooi naar Fontainebleau. 

Er wordt nog steeds een 36-holes strokeplay kwalificatie gespeeld en dit wordt gevolgd door een matchplay toernooi. Van 1927-1937 was de kwalificatie in het weekend voor het toernooi, en de matchplay bestond toen uit maar vier spelers. In 1937 werd de matchplay uitgebreid tot acht spelers. De tegenstander werd door loting bepaald. Tijdens de Tweede Wereldoorlog werd het toernooi niet gespeeld. Enkele jaren na de oorlog werd bepaald dat het toernooi in het paasweekend gespeeld zou worden en werd de matchplay uitgebreid tot 16 spelers. De kwalificatie is nu op zaterdag, de matchplay start op paaszondag. 
In 1965 werd de naam van het toernooi veranderd in Coupe Patrick Frayssineau, vernoemd naar een jongen die een jaar eerder op de baan tijdens een toernooi was overleden. Nu wordt ook de naam Coupe Frayssineau - Mouchy gebruikt. Onder de winnaars waren zijn veel bekende namen: Henri de Lamaze (7x), Michel Carlhian (6x), Hervé Frayssineau (5x).
Winnaars
| - 1927: A M Vagliano - 1928: André Gobert - 1929: Gr. de Gramont - 1930: Jean Bourdin - 1931: Jacques Leglise - 1932: Michel Carlhian - 1933: André Gobert - 1934: Michel Carlhian - 1935: Michel Carlhian - 1936: Michel Carlhian - 1937: Comte de Bagneux Faudoas - 1938: Michel Carlhian - 1939: Jean Bourdin - 1940-1945: niet gespeeld - 1946: Jacques Leglise - 1947: Jacques de Saint-Saveur - 1948: Henri de Lamaze - 1949: Henri de Lamaze - 1950: Henri de Lamaze - 1951: Henri de Lamaze - 1952: Michel Carlhian - 1953: Henri de Lamaze - 1954: Henri de Lamaze - 1955: Henri de Lamaze - 1956: Jean-Pierre Cros - 1957: Robert Nouel - 1958: Jean-Pierre Hirigoyen - 1959: Philippe Chassagny | - 1960: Gérard Desouches - 1961: Philippe Chassagny - 1962: Jean-Pierre Hirigoyen - 1963: Jean-Pierre Hirigoyen - 1964: ? - 1965: Patrick Cros - 1966: Patrick Cros - 1967: Gaétan Mourgue d'Algue - 1968: Hervé Frayssineau - 1969: Hervé Frayssineau - 1970: René Darrieumerlou - 1971: Georgie Leven - 1972: Michel Tapia - 1973: Roger Lagarde - 1974: Alexis Godillot - 1975: Hervé Frayssineau - 1976: Georgie Leven - 1977: Philippe Ploujoux - 1978: Jacques Lebreton - 1979: Hervé Frayssineau - 1980: Paul Coste - 1981: Hervé Frayssineau - 1982: Jean-Charles Desbordes - 1983: Jean-Louis Schneider - 1984: Emmanuel Dussart - 1985: Grégoire Brizay - 1986: Nicolas Armand - 1987: François Illouz | - 1988: François Illouz - 1989: Alberto Valenzuela - 1990: Alberto Valenzuela - 1991: Ramuntcho Basurco - 1992: Ramuntcho Basurco - 1993: Nicolas Beaufils - 1994: geannuleerd wegens sneeuw - 1995: Christophe Ravetto - 1996: Antoine Ghiglia - 1997: Christophe Ravetto - 1998: Jacques Thalamy - 1999: Sébastien Branger (-17) (record) - 2000: Joachim Fourquet - 2001: Charles-Henri Quelin - 2002: Joachim Fourquet - 2003: Julien Duclos Grenet - 2004: François Calmels - 2005: Julien Guerrier - 2006: Alexandre Kaleka - 2007: Alexandre Kaleka en Benjamin Hebert - 2008: Romain Wattel (-17) - 2009: Guillaume Cambis - 2010: Romain Wattel - 2011: Gary Stal - 2012: Edouard Espana |

### Andere toernooien
In 1972 en 1977 werd het Nationaal Jeugdkampioenschap op Fontainebleau gespeeld.